# David Larible
David Larible (Verona, 23 giugno 1957) è un circense italiano.
È noto per la sua tecnica classica di clown Augusto. Larible ha un vasto repertorio come ballerino, cantante, musicista e giocoliere. Si ispira alla musica classica, all'opera e al balletto. Una delle sue specialità è l'interazione diretta con il pubblico e il coinvolgimento degli spettatori. Le sue influenze includono Charlie Chaplin, Charlie Rivel e Grock. Nei suoi gesti e nelle espressioni facciali ricorda Chaplin, ma ha sviluppato un suo stile e la sua presenza sul palco. Usa spesso musica composta da Chaplin nelle sue esibizioni.

## Biografia
Nasce nel 1957 a Verona in una famiglia di circensi: suo padre Eugenio era un giocoliere e si esibiva insieme a suo zio Renzo sul trapezio, il nonno era un clown e il bisnonno era acrobata e ballerino.
David Larible rappresenta la settima generazione di una famiglia di tradizione circense con legami di parentela con numerose altre famiglie circensi europee. Oltre al suo italiano madrelingua, David Larible parla correntemente francese, spagnolo, portoghese, inglese e tedesco.
Nelle interviste sostiene che aveva deciso di diventare un clown quando aveva 8 anni e che suo padre non fosse molto contento, voleva che suo figlio diventasse un trapezista come lui. Ma alla fine avrebbe accettato la scelta e avrebbe promosso il figlio come richiesto a patto che diventasse il miglior clown del mondo.
Nella sua infanzia, David Larible ha imparato da suo padre Eugenio le arti acrobatiche e di giocoleria. Nel 1968 inizia gli studi presso il Conservatorio di Verona.
Nel 1970 al Circus Scott in Svezia, David iniziò le sue apparizioni come artista a tutto tondo. Nel 1971 rientrò in Italia nel Circo Casartelli, della famiglia della madre e in grande escalation fra i circhi italiani. In quegli anni David si esibì come trapezista, equestre, burattinaio, come musicista anonimo nell'orchestra da circo oltre che come membro del Clown Alley.
Iniziò a suonare assoli di tromba durante i cambi di scena. Nel 1972 (l'anno in cui Circo Casartelli adottò il nome "Medrano", che era stato acquisito dalla famiglia austriaca Svoboda), David entrò a far parte di un nuovo numero di pattinaggio a rotelle che suo padre Eugenio aveva creato insieme alla zia di David, Rosanna, e suo zio Sergio Larible. Qualche anno dopo, fu incluso in un altro numero di successo, una fantasia gaucho piena di boleadoras e batteria, che andava in scena nel circo di proprietà di Casartelli che suo padre stava gestendo per una stagione in Italia, il Circo di Barcellona.
Negli anni '70 si unì al circo francese Bouglione e allo svizzero Nock. All'inizio degli anni '80, i genitori di Larible furono ingaggiati dal Circo tedesco Krone, il più grande d'Europa; qui grazie al direttore del circo Frieda Sembach-Krone gli viene offerta la possibilità di intrattenere il pubblico all'ingresso, prima dello spettacolo. Ha così modo di osservare da vicino due dei più grandi clown del secolo, Charlie Rivel e Oleg Popov. Ha sfruttato questa opportunità per elaborare ulteriormente il suo stile.
Nel 1980 sceglie di specializzarsi come clown.
Nel 1982, Larible ha sposato la trapezista (allora attiva) messicano - americana America Olivera Jimenez. La coppia ha due figli: la figlia Shirley (1989) e il figlio David Pierre (1997).
Dopo un'apparizione di tre anni come ospite al Circo Togni, Larible è tornato a Monaco per ricongiungersi al Circo Krone, dove è rimasto fino al 1989.
Durante questo periodo, è stato interprete della serie televisiva ZDF “circus,tiere, clowns und akrobaten” (Circo - Animali, Clown e Acrobati. Si è esibito come parte del Circo delle stelle. Negli anni '80, ha iniziato ad includere il coinvolgimento del pubblico nei suoi numeri e ad oggi questo rimane uno dei suoi segni distintivi.
Nel 1988 fu invitato al Festival internazionale del circo di Montecarlo per offrire degli spettacoli brevi fra i cambi scena, la giuria competente del Festival Ha apprezzato il suo lavoro tanto da conferirgli il Clown d’Argento.
Nel 1989, Larible lasciò la Germania e iniziò ad esibirsi in Inghilterra e Messico. Nello stesso anno fu invitato di nuovo al Festival di Monte Carlo come ospite speciale, fuori concorso.
Nel 1991, Kenneth Feld, produttore del Ringling Bros. and Barnum & Bailey, il più grande circo negli Stati Uniti lo scopre e ne fa la star principale del suo circo. Veniva presentato come "Il clown dei clowns",primo clown solista nella storia del circo statunitense, in palazzi dello sport fino a ventimila spettatori. Nel corso di queste tournée, si esibì al Madison Square Garden di New York per sei diverse stagioni.
David e sua sorella Vivien sono apparsi nelle canzoni della Disney " Let's Go to the Circus ".
Ha contribuito a creare ad apparire nel Kaleidoscape di Barnum, un nuovo concetto per il circo degli Stati Uniti, per la regia di Raffaele De Ritis.
Larible ha avuto una breve apparizione in Seinfeld (episodio The Gymnast) nel 1994.
Nel 1995 Jerry Lewis lo ha scelto per presentare un numero in coppia nella versione originale e leggendaria del suo Telethon a Los Angeles.
Nel 1999, Larible ritorna al Festival del circo di Montecarlo. Questa volta ottiene il primo premio, divenendo il terzo clown nella storia del circo a raggiungere questa onorificenza, dopo Charlie Rivel nel 1974 e Oleg Popov nel 1981.
Larible ha avuto una breve apparizione nel film Ocean's Eleven nel 2001.
Nel 2005, Larible è tornato in Europa. Dal 2006 è stato impegnato nel Circo Roncalli, dove rimane fino al 2012 per una tournée da solista in tutto il mondo.
Nel marzo 2012 diventa il primo artista non russo ad essere l'attrazione principale del famoso Circo Di Stato di Mosca, lo spettacolo si intitola "LARIBLE" e riscuote un successo incredibile nella capitale moscovita.
Dall'estate 2012 ha preso parte al Circo Estate condotto da Andrea Lehotská in prima serata su Rai 3.
Nel 2014, si è esibito con il circo svizzero Circus Knie. Nello stesso anno riceve Dottorato Honoris Causa all'artista veronese per “la sua trionfale traiettoria artistica internazionale" dall’Università Mesoamericana di Puebla.
Nel 2015 riceve il Master award per il miglior numero da clown al Master Festival a Soči, in Russia dalle mani di Oleg Popov.
Nel 2016 conquista la Francia con uno spettacolo "Rire" al Cirque d'Hiver dov'é la star assoluta. Si esibisce per la prima volta anche come cantante, con risultati lusinghieri. In pista, alle cinghie aeree, anche la figlia Shirley, in un numero raffinato ed elegante.
Nel 2018 riprende le tournée internazionali con il suo spettacolo si esibisce in teatri prestigiosi Come il Gran Teatro Nacional di Lima e il Colsubsidio di Bogotà. 
È stato special guest nel programma « Mosca - Montecarlo » a Mosca nel Circo Nikulin (il più antico di Mosca) oltre che attrazione principale al Circo Ciniselli di San Pietroburgo in due diverse produzioni e partecipa al Festival internazionale del Clown dove riceve il Grand Prix alla Carriera.
Nel 2019 Dirige e interpreta lo spettacolo “Gran Circo de Europa“ in Perù ed è invitato dal più grande attore russo di Teatro Sergey Bezrukov a partecipare con il suo spettacolo “il clown Dei Clowns “  al Festival di Teatro “Grandkidsfest “  dove riscuote un grandissimo successo.

## Premi e riconoscimenti
1988: riceve il premio Clown d'argent e il premio della giuria junior al Festival Internazionale del Circo di Monte Carlo.
1994: riceve l'anello circense in platino al Festival Internazionale del Circo di Genova
1999: premiato con il Golden Clown al Festival Internazionale del Circo di Monte-Carlo.
1999: diventa il primo destinatario non cinese del Golden Lion Award per importanti successi artistici al Festival Internazionale del Circo di WuQiao a Shijiazhuang, Cina
Il 19 novembre 2007 ha ricevuto il "Premio Grock Città di Imperia".
2014: riceve Dottorato Honoris Causa all’artista veronese per “la sua trionfale traiettoria artistica internazionale dall’Università Mesoamericana di Puebla
2015: riceve il Master award per il miglior numero da clown al Master Festival a Sochi, in Russia dalle mani di Oleg Popov.
2018: Grand Prix alla Carriera Festival internazionale del Clown circo Ciniselli San Pietroburgo.